# Pierre-Luc Séguillon
Pour les articles homonymes, voir Séguillon.
Pierre Marie Joseph Séguillon, dit Pierre-Luc Séguillon, parfois surnommé par ses initiales PLS, né le 13 septembre 1940 à Nancy et mort le 1er novembre 2010 au Plessis-Robinson, est un journaliste de presse écrite, de radio et de télévision français.

## Biographie
Pierre-Luc Séguillon est né le 13 septembre 1940 à Nancy. Il est titulaire d'une licence d’arabe (Institut français de Damas – Faculté des lettres de Lyon) et d'une licence de philosophie et de théologie (Collège supérieur de théologie d'Éveux - Rhône). Il est également diplômé de l’Institut des lettres orientales (université Saint-Joseph de Beyrouth).
En 1967, à Lyon, il participe à un renvoi collectif de papiers militaires pour protester contre la force de frappe nucléaire. Le Groupe lyonnais de soutien aux « renvoyeurs » de livret militaire devient rapidement le Groupe d'action et de résistance à la militarisation (Garm).
Ordonné prêtre en 1968, il quitte l'ordre des Prêcheurs deux ans plus tard pour se marier.
De 1970 à 1983, il est reporter, rédacteur en chef adjoint, puis rédacteur en chef de l’hebdomadaire Témoignage chrétien. Militant socialiste, il a siégé au collectif de politique étrangère du Parti socialiste entre 1980 et 1983.[réf. souhaitée] De novembre 1980 à octobre 1983, il est le secrétaire national du Mouvement de la paix et vice-président du Conseil mondial de la paix. En 1983, il est le directeur de la revue L'Enjeu.[réf. souhaitée]
En 1983, il rejoint TF1 pour diriger le service politique. En 1984[réf. souhaitée], il anime l’émission hebdomadaire Midi presse. De 1985 à 1987[réf. souhaitée], il coanime avec Anne Sinclair l’émission Questions à domicile.
En 1987, il rejoint La Cinq pour y devenir éditorialiste et chef du service politique. Jusqu'à la disparition de la chaîne en 1992, il anime plusieurs émissions, dont la mensuelle La preuve par Cinq,  du 14 septembre 1987 au 4 janvier 1988. Le magazine bimensuel  Aparté  du 11 septembre 1989 au 17 décembre 1990. Et l'hebdomadaire À tort et à raison du 6 avril 1991 au 6 juin 1991. Parallèlement, de 1996 à 1997[réf. souhaitée], il anime l'émission hebdomadaire Regarde le monde sur Canal J. De 1993 à 1994[réf. souhaitée], il est éditorialiste politique quotidien sur la radio BFM et animateur de l'émission culturelle hebdomadaire Sortie de secours sur Paris Première.
En 1994, il participe à la création de LCI, la chaîne d'information en continu du groupe TF1. Jusqu'en 2008, il est éditorialiste politique, animateur de débats et d’entretiens politiques. À partir de septembre 1996, il participe à l'émission d'interview politique dominicale Le Grand Jury avec RTL. Parallèlement, de 1996 à 2002[réf. souhaitée], il préside le conseil de surveillance de l'hebdomadaire Témoignage chrétien. De 2003 à 2006[réf. souhaitée], il anime l'émission mensuelle J’ai aimé un cheval sur Équidia. À partir de 2004[réf. souhaitée], il assure une chronique politique mensuelle dans la revue L'essentiel des Relations internationales. À partir de 2008[réf. souhaitée], il anime l'émission littéraire mensuelle L'Esprit des Lettres sur la chaîne de télévision catholique KTO.
Fin décembre 2008, il quitte LCI, précisant que la chaîne a décidé de ne pas renouveler son contrat[réf. nécessaire]. En 2009, il devient éditorialiste politique sur I-Télé.
Il meurt au Plessis-Robinson d'un cancer du poumon le 1er novembre 2010,. Il est inhumé dans le cimetière de la commune de Tincey-et-Pontrebeau (Haute-Saône).
Pierre-Luc Séguillon a été marié à Sylvie Séguillon, née Schreyer, fille de Jacques Schreyer, poète, et d'Anne Malard Schreyer, artiste peintre. Ensemble, ils ont eu quatre enfants.
Il a été un « contact confidentiel » du KGB.